# Partit de la Independència Nacional
El Partit de la Independència Nacional de Nigèria (National Independence Party NIP) fou un partit polític que va existir entre 1953 i 1954 anomenant-se després Partit Unit de la Independència Nacional (United National Independence Party UNIP). El seu dirigent fou Eyo Ita
Alguns ministres federals del Consell Nacional de Nigèria i els Cameruns (NCNC) que havia guanyar les eleccions de 1951 a l'assemblea de la regió Oriental de Nigèria van donar suport a un període de prova de la Constitució MacPherson de 1951, en contravenció a la posició del líder del partit Nnamdi Azikiwe que s'hi oposava. Els ministres dissidents van tenir un aliat en Eyo Ita, el cap dels Afers del Govern de la regió Oriental (gairebé un primer ministre quan aquesta posició encara no existia). Això va donar lloc a disputes internes, i va començar una lluita de poder que va acabar amb la sortida d'alguns dels ministres i d'Eyo Ita. El grup sortint va formar el Partit de la Independència Nacional. A les eleccions de 1953 va obtenir 9 escons, mentre un altre rup dissident, dirigit per Alvan Ikoku en va obtenir tres. El 1954 el NIP es va unir amb aquest altre grup dissident, el Partit Nacional Unit (United National Party, dirigit per Alvan Ikoku) i el nou partit va esdevenir el Partit Unit de la Independència Nacional (United National Independence Party UNIP).
El 1956 no va donar suport clar a la independència però va corregir aquest error que li va costar la sortida del partit d'Eyo Ita. En les eleccions regionals del 1964 el partit va aconseguir 4 escons i va fer aliança amb el Grup d'Acció, majoritari a l'oest. El partit fou prohibit el 1966 quan va pujar al poder el general Ironsi.